# Caripe (khu tự quản)
Caripe là một khu tự quản thuộc bang Monagas, Venezuela. Thủ phủ của khu tự quản Caripe đóng tại Caripe. Khự tự quản Caripe có diện tích 947 km2, dân số theo điều tra dân số ngày 21 tháng 10 năm 2001 là 31353 người.